# Syngamia florella
Syngamia florella là một loài bướm đêm trong họ Crambidae.